# 玛丽内·鲁索
玛丽内·鲁索（義大利語：Mariné Russo，1980年1月9日—），阿根廷女子曲棍球运动员。她曾代表阿根廷国家队参加2004年和2008年夏季奥林匹克运动会曲棍球比赛，获得二枚铜牌。